# Сховатися ніде
«Сховатися ніде» (англ. Bunnyman) — американський кінофільм режисера Карла Ліндберга, що вийшов на екрани в 2011 році.

## Сюжет
Автомобіль групи молодих хлопців виявляється на пустельній трасі, де вони зустрічають вороже налаштованого далекобійника. В результаті, вантажівка зіштовхує їх машину з шосе, і герої змушені йти до найближчого оплоту цивілізації пішки. Але скоро вони розумію, що в цій глушині їх переслідує маніяк у костюмі плюшевого кролика, який з радістю додасть ще кілька віднятих життів на свій рахунок.

## У ролях
| Актор                  | Роль |
| ---------------------- | ---- |
| Шеріл Тексьера         | -    |
| Меттью Альбрехт        | -    |
| Алайн Джані            | -    |
| Вероніка Вайлі         | -    |
| Скот Куза              | -    |
| Еміральди Браун Кронін | -    |
| Карен Кронін           | -    |
| Ендрю Чавез            | -    |
| Майкл Кронін           | -    |
| Джозеф Дарден          | -    |

## Знімальна група
- Режисер — Карл Ліндберг
- Сценарист — Карл Ліндберг
- Продюсер — Карл Ліндберг
- Композитор — Пітер Скартабелло